# Serendipita interna
Serendipita interna är en svampart som först beskrevs av Poelt & Oberw., och fick sitt nu gällande namn av P. Roberts 1993. Serendipita interna ingår i släktet Serendipita, ordningen Auriculariales, klassen Agaricomycetes, divisionen basidiesvampar och riket svampar.   Inga underarter finns listade i Catalogue of Life.